# Metropolia Gagnoa
Metropolia Gagnoa – jedna z 4 metropolii kościoła rzymskokatolickiego w Wybrzeżu Kości Słoniowej. Została ustanowiona 19 grudnia 1994.

## Diecezje
- Archidiecezja Gagnoa
  - Diecezja Daloa
  - Diecezja Man
  - Diecezja San Pedro-en-Côte d’Ivoire

## Metropolici
- Noël Kokora-Tekry (1994-2001)
- Jean-Pierre Kutwa (2001-2006)
- Barthélémy Djabla (2006-2008)
- Joseph Yapo Aké (2008–2023)
- Jean-Jacques Koffi Oi Koffi (od 2025)